# American Leopard Hound
American Leopard Hound är en hundras från USA. Den är en trädjagande hund som bland annat används för jakt på tvättbjörn och ekorrar. Det anses vara den äldsta trädjagande rasen, men dess ursprung är okänt. Rasen är inte erkänd av Fédération Cynologique Internationale (FCI) men den amerikanska kennelklubben American Kennel Club (AKC) registrerar den i sitt preliminära program Foundation Stock Service (FSS).